# TGIF
T.G.I.F. er en forkortelse for sætningen "Thank God It's Friday" (eller "Thank Goodness It's Friday"), for at fejre den sidste dag arbejde/skole før weekend. Dens oprindelse går tilbage til 1960'erne.[kilde mangler]